# 2018 (numero)
Duemiladiciotto (2018) è il numero naturale dopo il 2017 e prima del 2019.

## Proprietà matematiche
- È un numero pari.
- È un numero composto da 4 divisori: 1, 2, 1009, 2018. Poiché la somma dei suoi divisori (escluso il numero stesso) è 1012 < 2018, è un numero difettivo.
- È un numero semiprimo.
- È un numero omirpimes in quanto anche qualora scritto al contrario, ovvero 8102 = 2 × 4051 è semiprimo.
- È esprimibile come somma di una serie di quadrati consecutivi: 2018 = 72 + 82 + 92 + 102 + 112 + 122 + 132 + 142 + 152 + 162  + 172  + 182
- È un numero palindromo e un numero ondulante nel sistema posizionale a base 8 (8E8).
- È un numero odioso.
- È un numero intero privo di quadrati.
- È parte delle terne pitagoriche  (1118, 1680, 2018), (2018, 1018080, 1018082)

## Astronomia
- 2018 Schuster è un asteroide della fascia principale del sistema solare.

## Astronautica
- Cosmos 2018 è un satellite artificiale russo.